# Ескондіда (Нью-Мексико)
Ескондіда (англ. Escondida) — переписна місцевість (CDP) в США, в окрузі Сокорро штату Нью-Мексико. Населення — 45 осіб (2020).

## Географія
Ескондіда розташована за координатами 34°6′5″ пн. ш. 106°53′51″ зх. д. / 34.10139° пн. ш. 106.89750° зх. д. (34.101308, -106.897377).  За даними Бюро перепису населення США в 2010 році переписна місцевість мала площу 0,35 км², уся площа — суходіл.

## Демографія
Згідно з переписом 2010 року, у переписній місцевості мешкало 47 осіб у 25 домогосподарствах у складі 13 родин. Густота населення становила 134 особи/км².  Було 31 помешкання (89/км²).
Расовий склад населення:
| - 91,5 % — білих - 4,3 % — осіб інших рас |

До двох чи більше рас належало 4,3 %. Частка іспаномовних становила 59,6 % від усіх жителів.
За віковим діапазоном населення розподілялося таким чином: 17,0 % — особи молодші 18 років, 61,7 % — особи у віці 18—64 років, 21,3 % — особи у віці 65 років та старші. Медіана віку мешканця становила 52,8 року. На 100 осіб жіночої статі у переписній місцевості припадало 67,9 чоловіків;  на 100 жінок у віці від 18 років та старших — 77,3 чоловіків також старших 18 років.
Цивільне працевлаштоване населення становило 23 особи. Основні галузі зайнятості: освіта, охорона здоров'я та соціальна допомога — 100,0 %.